# Samotnik (Łódź)
Pour les articles homonymes, voir Samotnik.
Samotnik est une localité polonaise de la gmina et du powiat de Zgierz en voïvodie de Łódź.